# California Academy of Sciences
Kalifornská akademie věd (anglicky California Academy of Sciences) je výzkumný ústav a přírodovědné muzeum v San Franciscu v Kalifornii, které patří mezi největší přírodovědná muzea na světě a ve sbírkách uchovává více než 46 milionů exemplářů. Akademie vznikla v roce 1853 jako učená společnost a dodnes provádí velké množství původních výzkumů. Instituce se nachází v parku Golden Gate v západní části San Francisca.
Hlavní budova akademie v parku Golden Gate, která byla v roce 2008 kompletně přestavěna, má rozlohu 37 000 m². Na začátku roku 2020, před pandemií covidu-19, měla Kalifornská akademie věd přibližně 500 zaměstnanců a roční příjmy kolem 33 milionů dolarů.
Muzeum je dostupné veřejnou dopravou na lince metra N Judah. Stanice 9th Avenue a Irving západním směrem se nachází asi 0,5 km od Akademie věd. K muzeu jezdí také tři autobusové linky Muni, a to linky 44, 5 a 7.